# Guillermo Torres Palomino
Guillermo Torres Palomino es un político peruano. Fue alcalde del distrito de Kimbiri entre 2007 y 2010 y consejero regional del Cusco entre 2015 y 2018.
Nació en el distrito de San Jerónimo, provincia de Andahuaylas, departamento de Apurímac, el 1 de enero de 1966, hijo de Ernesto Torres Puga y Teodosia Palomino Cárdenas. Cursó sus estudios primarios entre su localidad natal y el distrito de Ayna, provincia de La Mar, departamento de Ayacucho. Los secundarios los cursó entre la ciudad de Huancayo y, nuevamente, el distrito de Ayna. Cursó estudios superiores de administración de negocios internacionales en la filial Ayacucho de la Universidad Alas Peruanas.
En las elecciones municipales del 2006 se presentó como candidato a la alcaldía del distrito de Kimbiri, provincia de La Convención, departamento del Cusco por el partido Unión por el Perú obteniendo la elección con el 28.342% de los votos. Tentó su reeleección en las elecciones del 2010 sin éxito. Participó en las elecciones regionales del 2014 como candidato a consejero regional del Cusco por la provincia de La Convención por el movimiento Fuerza Inka Amazónica obteniendo la representación el 20.381% de los votos. Durante su gestión, Torres Palomino fue investigado por una comisión del Congreso de la República que investigó la influencia del narcotráfico en la política por presuntos vínculos con bandas de traficantes de drogas que operan en el VRAEM esta investigación se sumó a las que se le seguían por los supuestos delitos de colusión, estafa, malversación de fotos, demora de actos funcionales y apropiación ilícita que habrían dado durante su gestión como alcalde de Kimbiri. En el año 2017 fue capturado por estas investigaciones incluyendo aparentes vínculos con la organización terrorista Sendero Luminoso